# Colonia Laguna Chalma
Colonia Laguna Chalma är en ort i Mexiko.   Den ligger i kommunen Malinaltepec och delstaten Guerrero, i den sydöstra delen av landet, 260 km söder om huvudstaden Mexico City. Colonia Laguna Chalma ligger 1 911 meter över havet och antalet invånare är 245.
Terrängen runt Colonia Laguna Chalma är kuperad åt nordväst, men åt sydost är den bergig. Runt Colonia Laguna Chalma är det ganska glesbefolkat, med 23 invånare per kvadratkilometer. Närmaste större samhälle är Malinaltepec, 10,0 km norr om Colonia Laguna Chalma. I omgivningarna runt Colonia Laguna Chalma växer i huvudsak städsegrön lövskog.